# Jiří Džmura
Jiří Džmura (* 8. dubna 1963 Jablonec nad Nisou) je bývalý český a slovenský bobista. Jako pilot dvojbobu jezdil s Karlem Dostálem, Romanem Hrabaněm, později s Pavlem Polomským.
Startoval na ZOH 1992, 1994 a 1998, jeho nejlepším umístěním bylo 7. místo dvojbobu v Lillehammeru 1994. Po sporech s českým svazem začal v roce 2002 reprezentovat Slovensko. Kariéru ukončil v roce 2006.